# Kunzita
La kunzita es una variedad gema de color rosa lila más o menos intenso del mineral espodumena, un silicato de aluminio y litio. Fue descrita por George Frederick Kunz (1856-1932), mineralogista y directivo de la empresa Tiffany & Co de Nueva York. El nombre actual de esta variedad fue propuesto por H. Charles Baskerville, como homenaje a Kunz por su contribución a su popularización como gema.

## Propiedades
La kunzita tiene las propiedades generales de la espodumena, un mineral de la familia de los piroxenos. Pueden encontrarse grandes piezas de material en bruto prácticamente libres de inclusiones, por lo que se pueden obtener gemas talladas perfectamente transparentes de tamaños de hasta centenares de quilates, aunque su talla es complicada debido a la existencia de los dos planos de exfoliación fácil típìcos de los piroxenos. El color se debe a la presencia de manganeso, y palidece cuando se expone mucho tiempo a una fuente de luz intensa o al calor. También puede incrementarse mediante irradiación seguida de un tratamiento térmico. Como gema, el valor económico de la kunzita es moderado, entre 10 y 20  € por quilate dependiendo del tamaño de la piedra.

## Yacimientos
La kunzita aparece  en pegmatitas ricas en litio, asociada a turmalina elbaíta, albita, lepidolita, polucita  y berilo. Los primeros ejemplares, estudiados por Kunz, se encontraron en una pegmatita en Pala, condado de San Diego, California (Estados Unidos). Actualmente se siguen obteniendo ejemplares en esta zona, pero la gran mayoría de los que entran en el comercio de gemas y de ejemplares de colección proceden de las regiones de Kunar y de Nuristán, en Afghanistán. También se encuentra en algunos puntos de Brasil.